# NGC 667
NGC 667 è una lontana e vasta galassia lenticolare situata nella costellazione della Balena, a una distanza di circa 566 milioni di anni luce dalla nostra Via Lattea.

## Scoperta
NGC 667 è stata scoperta nel 1886 dall'astronomo statunitense Frank Muller.